# Ружена Єсенська
Руже́на Єсе́нська (чеськ. Růžena Jesenská; 17 червня 1863, Прага — 14 липня 1940, Прага) — чеська письменниця й перекладачка, член Чеської академії наук і мистецтв.
За фахом — педагог. Літературну діяльність розпочала 1889 (збірка «Усмішки»). Автор прозових і поетичних творів з життя інтелігенції, історичного минулого чеського народу. 1910 р. подорожувала по Україні, була в Києві. Перекладач поезії Тараса Шевченка (перший переклад опубліковано 1894), Івана Франка, Лесі Українки, Богдана Лепкого. У 1900 видано в її перекладі збірка «Вибрані поезії» Тараса Шевченка, куди ввійшло 28 творів з «Кобзаря». Листувалася з Михайлом Павликом та Іваном Франком, який, зокрема, схвально оцінив її переклади творів Тараса Шевченка.
Її племінниця Мілена Єсенська — чеська журналістка, письменниця, редактор і перекладачка.